# Gonatodes ceciliae
Gonatodes ceciliae är en ödleart som beskrevs av  Donoso-barros 1966. Gonatodes ceciliae ingår i släktet Gonatodes och familjen geckoödlor. Inga underarter finns listade i Catalogue of Life.